# Invasió israeliana de Síria de 2024
La invasió israeliana de Síria de 2024 és l'ocupació de les Forces de Defensa d'Israel (FDI) de la zona coixí d'UNDOF i els pobles dels seus voltants que es va iniciar el 8 de desembre de 2024 durant la caiguda del règim de Baixar al-Àssad arran de la reeixida i ràpida ofensiva rebel. Aquesta operació terrestre també va anar acompanyada d'una dura campanya aèria dirigida contra tota mena d'instal·lacions militars, abandonades durant l'ofensiva rebel per tot Síria, amb l'objectiu d'evitar que caiguessin en mans rebels.
La invasió va suposar la primera ocupació israeliana de Síria en més de cinquanta anys, des dels acords d'alto el foc, establerts després de la Guerra del Yom Kippur el 1973. Amb la caiguda del règim i la fugida del seu president a Rússia, el primer ministre israelià, Binyamín Netanyahu, va declarar que això havia anul·lat l'acord fronterer de 1974 amb Síria, i va ordenar a l'exèrcit israelià que prengués el control de la zona desmilitaritzada de la qual les forces israelianes s'havien retirat en 1974, fins que es pogués aconseguir un nou acord amb l'emergent govern sirià.